# Hipparchia blachierioides
Hipparchia blachierioides är en fjärilsart som beskrevs av Hermann Stauder 1921. Hipparchia blachierioides ingår i släktet Hipparchia och familjen praktfjärilar. Inga underarter finns listade i Catalogue of Life.